# Patrullas de Autodefensa Civil
Pour les articles homonymes, voir PAC.
Les Patrullas de Autodefensa Civil (en français : « Patrouilles d'autodéfense civile », PAC) sont une organisation guatémaltèque créée en 1981 pour soutenir l'action de l'Armée guatémaltèque dans le cadre du Conflit armé guatémaltèque. Pensées par Fernando Romeo Lucas García et mises en place par Efraín Ríos Montt et Oscar Mejía Víctores, elles sont constituées de près d'un million de civils armés, recrutés pour beaucoup dans les zones rurales et chez les populations indiennes.